# 서원 (기업)
서원(Seowon. Co., Ltd.)은 대창그룹 계열의 대한민국의 기업이다. 본사는 경기도 안산시 단원구 산단로 67번길 94 (반월공단 6B-17L) 에 위치해 있다. 대표이사는 조시영이다.

## 상장
1996년 01월 30일 한국거래소 유가증권시장에 상장되었다.

## 참고 문헌
1. ↑  한국학중앙연구원 디지털안산문화대전-서원
2. ↑  구리값 사상 최고치…대창·이구산업 등 관련주 급등, 머니투데이, 2024.05.20
3. ↑  중견 대창그룹 ‘장자승계’ 공식화…증여세 60억, 비즈투데이, 2021.07.22
4. ↑  조시영 서원 회장 “유증으로 재무 개선…흑자경영 이룰 것”, 매일경제, 2016-04-05
5. ↑  서원, 당진공장 매각, 철강금속신문, 2017-08-21